# Tetsuya Tsutsui
Tetsuya Tsutsui (jap. 筒井哲也 Tsutsui Tetsuya; ur. 17 listopada 1974 w prefekturze Aichi) – japoński mangaka. Zadebiutował w 2002 i jeszcze w tym samym roku wydał swoją pierwszą serię, Duds Hunt. Najbardziej znany jest z mang Prophecy oraz Poison City, z których ta druga zdobyła nagrodę Prix Asie przyznawaną przez Association des Critiques et des journalistes de Bande Dessinée w 2015 roku oraz nagrodę za doskonałość na Japan Media Arts Festival w 2017 roku. Jego twórczość cieszy się dużą popularnością we Francji.

## Twórczość
- Duds Hunt (jap. ダズハント Dazuhanto) (2002)[3]
- Manhole (jap. マンホール Manhooru) (2004–2006)[3]
- Reset (jap. リセット Risetto) (2005)[3]
- Prophecy (jap. 予告犯 Yokokuhan) (2011–2013)[4]
- Yokokuhan: The Copycat (jap. 予告犯 -THE COPYCAT-) (2014–2015)[5]
- Poison City (jap. 有害都市 Yūgai toshi) (2014–2015)[5]
- Noise (jap. ノイズ Noizu) (2017–2020)[6]
- Neeting Life (2021–2023)[7]

## Wyróżnienia
| Rok  | Nagroda                                                         | Kategoria              | Nominacja   | Rezultat | Źródło |
| ---- | --------------------------------------------------------------- | ---------------------- | ----------- | -------- | ------ |
| 2015 | Association des Critiques et des journalistes de Bande Dessinée | Prix Asie              | Poison City | Wygrana  | [ 8 ]  |
| 2017 | Japan Media Arts Festival                                       | Nagroda za doskonałość | Poison City | Wygrana  | [ 9 ]  |